# 吉森信
吉森 信（よしもり まこと、1969年〈昭和44年〉??月??日 - ）は、日本のピアニスト、キーボーディスト、作曲家。広島県出身。

## 経歴
大阪教育大学卒業。1987年頃より、ピアニスト、キーボーディストとして演奏活動を始める。以後、様々なジャンルの音楽家と共演し、ライブ、ジャム、レコーディング等を国内外で行う。その間、モダンチョキチョキズ、ヒカシューや、8人の鍵盤ハーモニカ奏者によるオーケストラP-blot等のバンド等でも活動。鍵盤楽器を演奏する他、作曲・編曲も行う。近年ではテレビアニメ、ドラマ、映画等の劇伴音楽、サウンドトラックを制作。大森貴弘監督作品への参加が多い。

## ディスコグラフィー

### ピアノソロ・アルバム
- うたのそばに a song is on your side.（2010年1月15日）
- おとのあわれ OTO NO AWARE（2013年11月1日）
- Everyday Evening（2020年12月11日）[1]
- My Blue Fish Stories（2025年3月12日）

### ベスト・アルバム
- 吉森信 劇伴作品集「七つの扉」（2012年）

## 劇伴制作
2004年
- 恋風（音楽、宅見将典と共作）
- 学園アリス（音楽）

2005年
- ギャラリーフェイク（音楽制作協力）

2007年
- バッカーノ!（音楽）

2008年
- 夏目友人帳（音楽）

2009年
- 続 夏目友人帳（音楽）

2010年
- デュラララ!!（音楽）
- 海月姫（音楽）

2011年
- 夏目友人帳 参（音楽）
- 蛍火の杜へ（音楽）

2012年
- 夏目友人帳 肆（音楽）

2013年
- 今日も地獄でお待ちしています（BSプレミアムドラマ）

2014年
- ハマトラ（音楽）
- そんじょそこら商店街（BSプレミアムドラマ）

2015年
- デュラララ!!×2（音楽）

2016年
- 夏目友人帳 伍（音楽）

2017年
- 夏目友人帳 陸（音楽）

2018年
- 劇場版 夏目友人帳 〜うつせみに結ぶ〜（音楽）

2019年
- 母、帰る〜AIの遺言〜（NHK土曜ドラマ）

2021年
- 夏目友人帳 石起こしと怪しき来訪者（音楽）

時期未発表
- 夏目友人帳 漆（音楽）